# 고불사 불설대보부모은중경
고불사 불설대보부모은중경(古佛寺 佛說大報父母㤙重經)은 부산광역시 기장군 철마면 고불사에 있는, 언해본의 세 계통 중 초역본 계통에 속한다. 닥종이[楮紙]에 인쇄한 목판본으로 불분권(不分卷)1책(27장) 완본이다. 2009년 5월 29일 부산광역시의 유형문화재 제207호로 지정되었다.

## 개요
'불설대보부모은중경'의 성립에 대해서는 정확하게 밝혀지지 않았는데, 중국에서 당나라 때 찬술(撰述)되어 우리나라에 전래된 불경으로 위경(僞經)이라고 보는 견해가 일반적이다. 내용은 부모의 은혜가 한량없이 크고 깊음을 설하여 그 은혜에 보답할 것을 가르치고 있는데, 내용의 전반부에는 아이를 낳고 기르며 성장하기까지의 부모님의 은혜를 10가지로 나누어 설명하고 내용의 이해를 돕기 위한 삽화가 수록되어 있으며, 후반부에는 부모님의 은혜에 자손들이 보답키 위해 지켜야할 규범이나 처신 행동 등에 대하여 자세히 기술하고 있다. '불설대보부모은중경'은 우리나라에 들어온 이래 한문본, 언해본, 한글본 등의 다양한 형태로 간행되었다. 그 중 언해본은 1545년(명종 1)에 전라도 완주 인근에 거주했던 오응성(吳應星)에 의해서 처음으로 언해되어 발간된 초역본(初譯本)에서 비롯되며, 그 후 지금까지 36종의 언해본이 간행된 것으로 알려져 있고 한글본 4종까지 포함하면 총 40종에 이른다. 그리고 36종의 언해본은 형태에 따라 초역본 계통(30종), 조원암본(祖院菴本) 계통(2종), 금산사본(金山寺本) 계통(4종)의 세 계통으로 분류할 수 있다.
고불사 소장 '불설대보부모은중경'은 언해본의 세 계통 중 초역본 계통에 속한다. 닥종이[楮紙]에 인쇄한 목판본으로 불분권(不分卷)1책(27장) 완본이다. 1573년 흥복사에서 간행한 것으로, 언해본이기 때문에 16c 한글 연구에 귀중한 자료가 될 뿐만 아니라 삽화가 있어서 판화 연구에도 귀중한 자료적 가치가 있다. 비록 약간 후쇄본으로 추정되고 보존 상태가 좋지 않으나, 전래본이 매우 드문 판본이기 때문에, 부산광역시지정유형문화재로서의 충분한 가치를 지닌다.

## 같이 보기
- 불설대보부모은중경

## 참고 문헌
- 고불사 불설대보부모은중경 - 국가유산청 국가유산포털